# Cienków Niżni
Cienków (720 m), także Cieńków Niżni – mało wybitny szczyt na grzbiecie Cienkowa w Beskidzie Śląskim. Jest to najniższe i najdalej na zachód wysunięte z trzech wzniesień tego wyrównanego grzbietu; pozostałe to Cienków Postrzedni i Cienków Wyszni. Jego południowe i zachodnie stoki opadają do dna doliny Białej Wisełki, północne do dna doliny Malinki, w stoki południowo-zachodnie wcina się potok Noclegi.
Cienków znajduje się w granicach miasta Wisła w powiecie cieszyńskim, województwie śląskim. Szczyt i stoki w większości porośnięte są lasem, ale dużą ich część zajmują polany i zabudowania osiedli Cienków (po stronie Białej Wisełki) i Lazarka (w dolinie Malinki). Polany na Cienkowie były w Beskidzie Śląskim najdłużej funkcjonującym ośrodkiem pasterstwa. Szczyt Cienkowa jest bezleśny i płaski i znajduje się na nim restauracja. Zamontowana na nim jest także opisana panorama widokowa. Cienków jest doskonałym punktem widokowym. Dobrze widoczne z niego są doliny Białej Wisełki i Malinki, szczyty Czupla i Jawierznego, Malinowa, Malinowskiej Skały, Zielonego Kopca, Magurki Wiślańskiej i grzbiet od Baraniej Góry po Czarny, a dalej na prawo od niego Stożek Wielki, wielką bryłę Czantorii, pod nią Kozińce z wieżą przekaźnika telewizyjnego.
Na północnych stokach Cienkowa Niżniego, przy drodze 942, znajduje się Skocznia narciarska im. Adama Małysza.

## Szlak turystyczny
Grzbietem Cienkowa Postrzedniego biegnie droga, którą poprowadzono szlak turystyczny z Wisły (Nowa Osada) na grzbiet Skrzyczne – Barania Góra.
 Wisła (Nowa Osada) – Cienków Niżni – Cienków Postrzedni – Cieńków Wyszni – Gawlast. Odległość 4,7 km, suma podejść 370 m, czas przejścia 1:40 godz., z powrotem 1 godz.

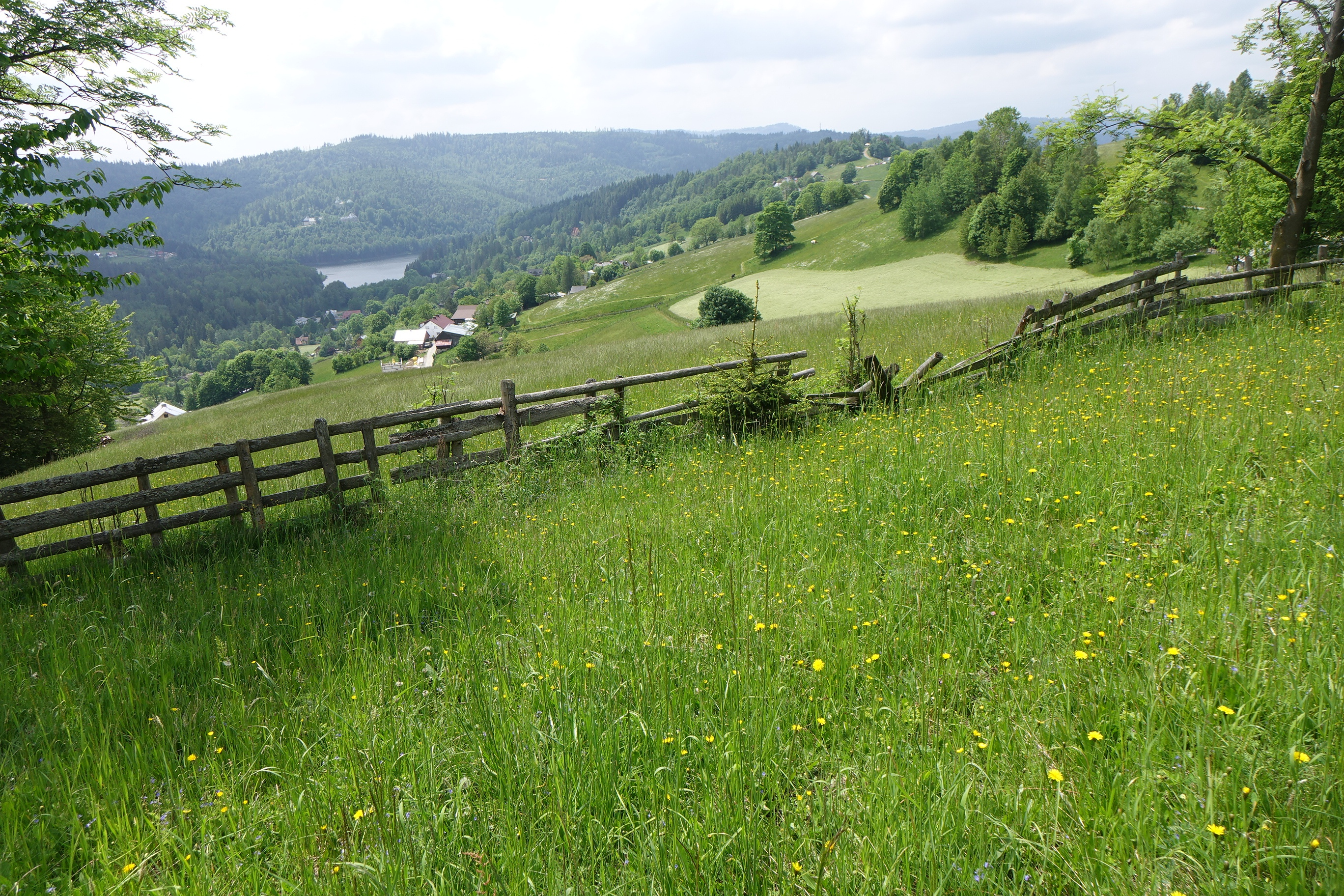
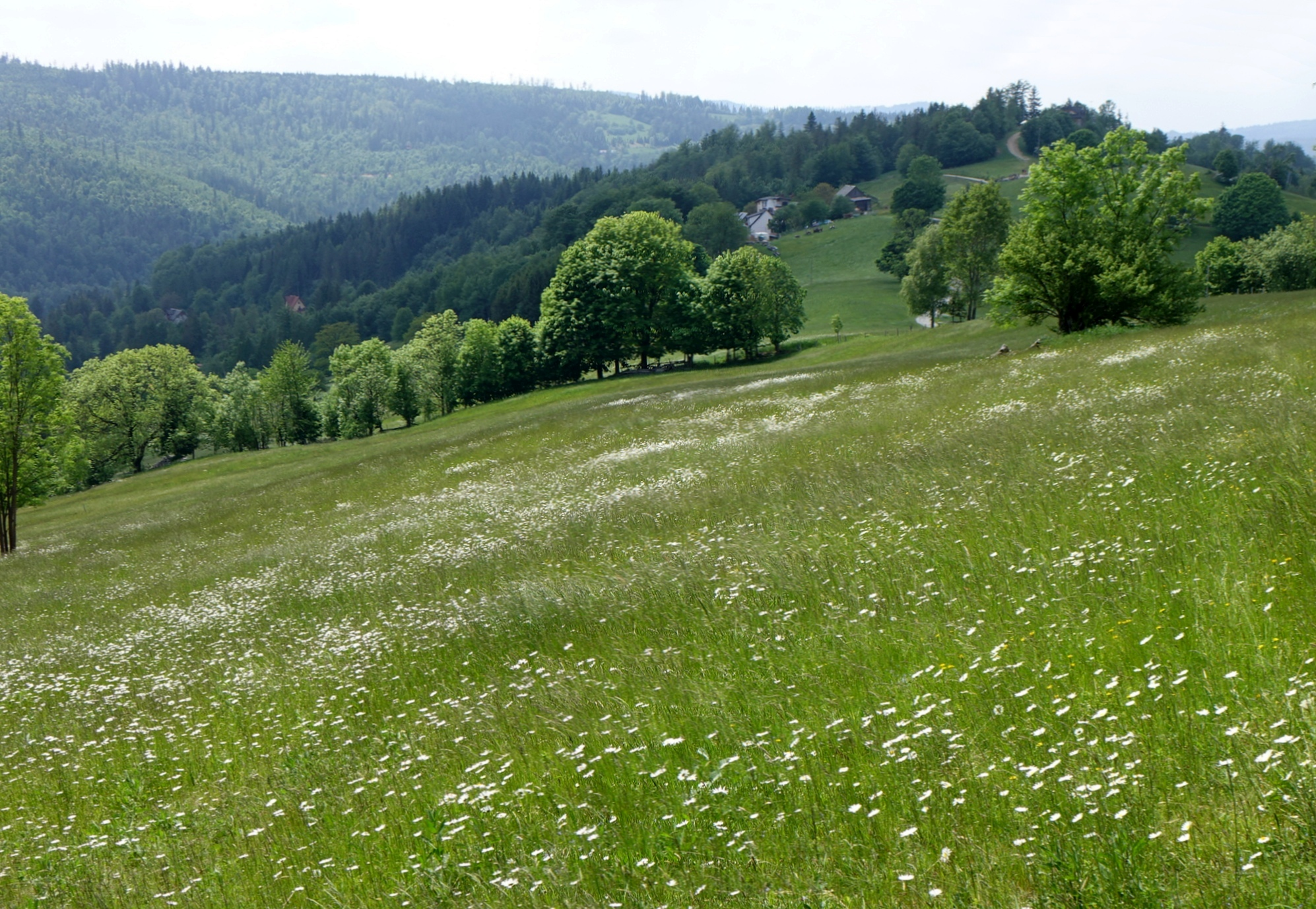
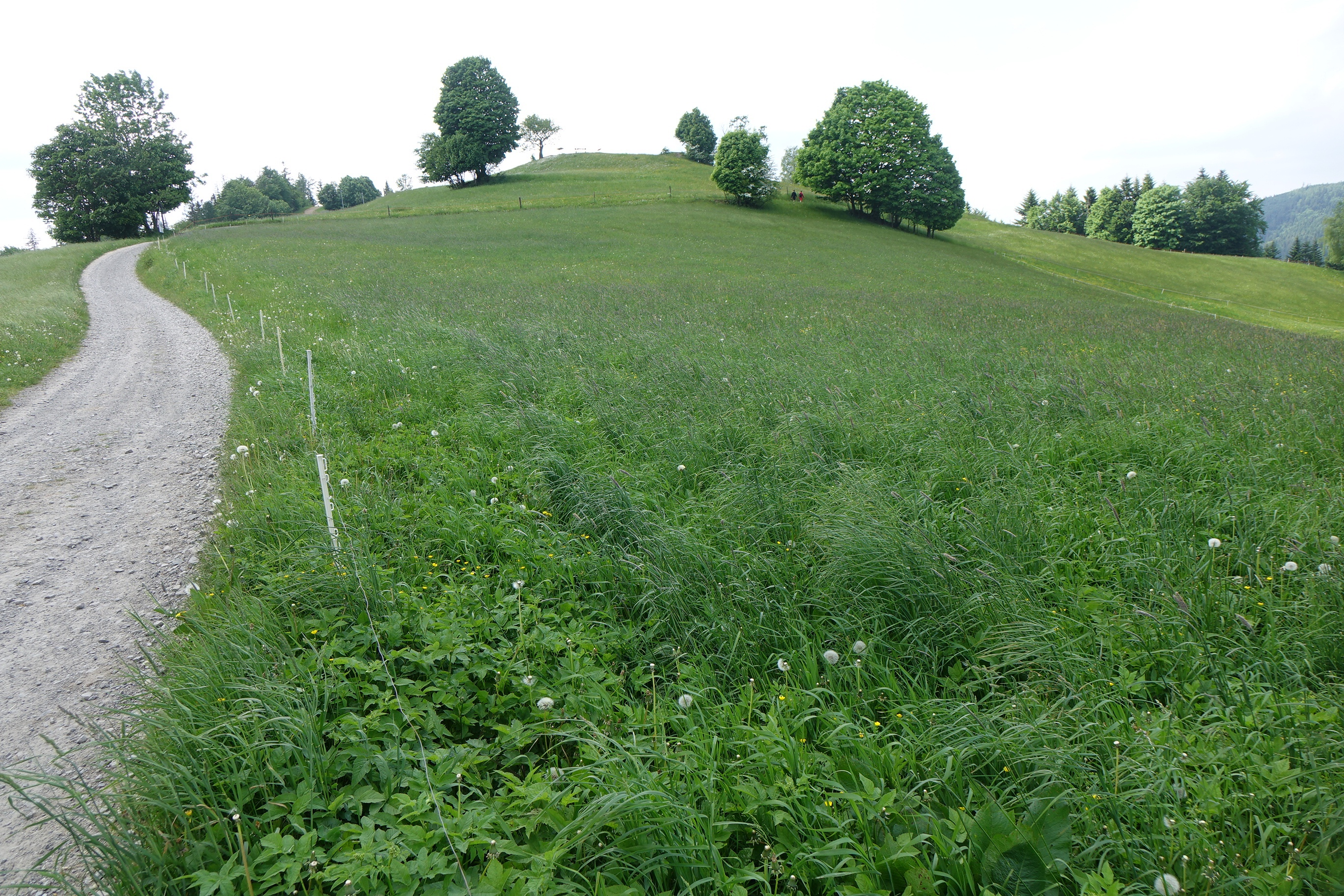
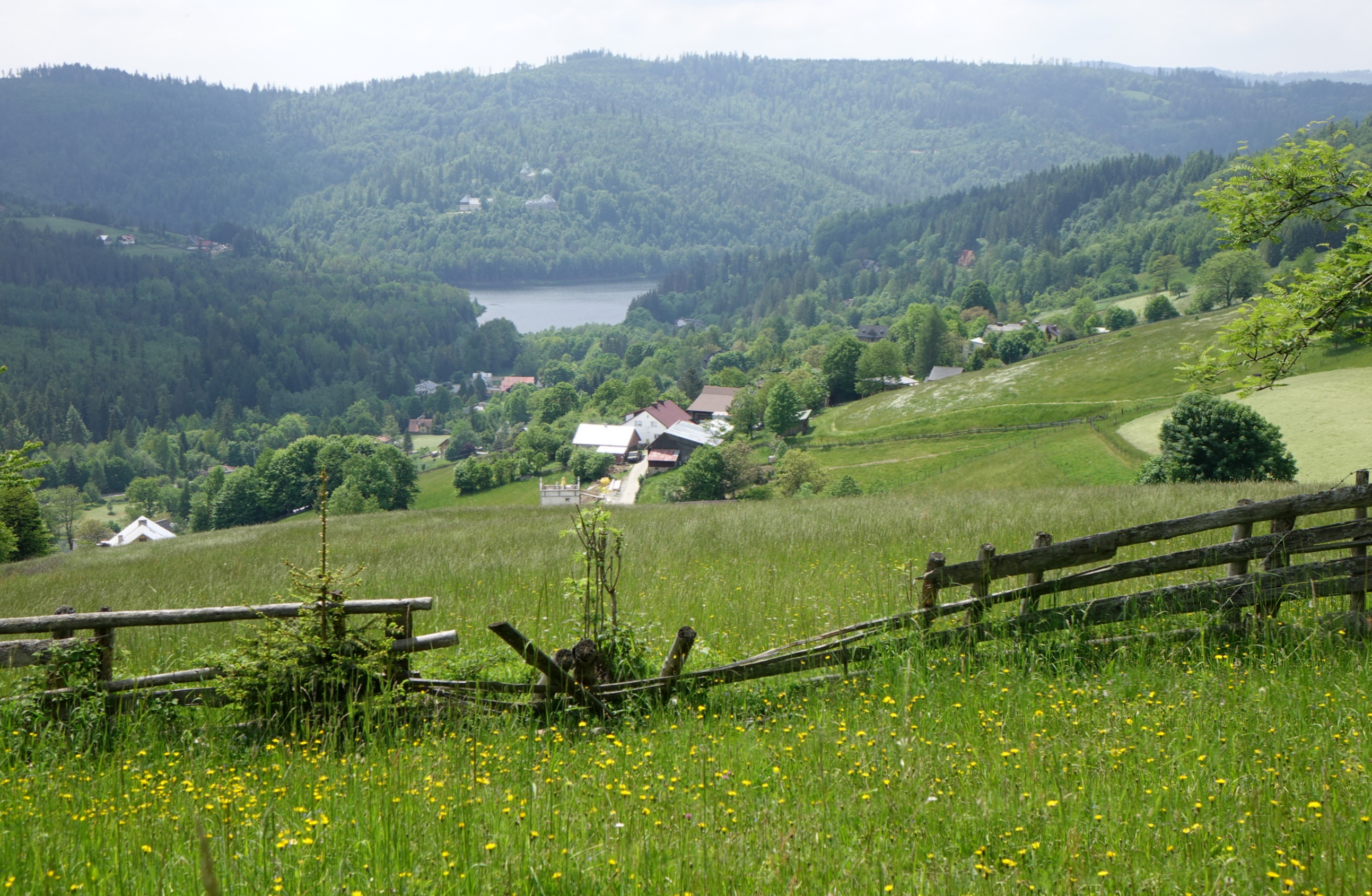
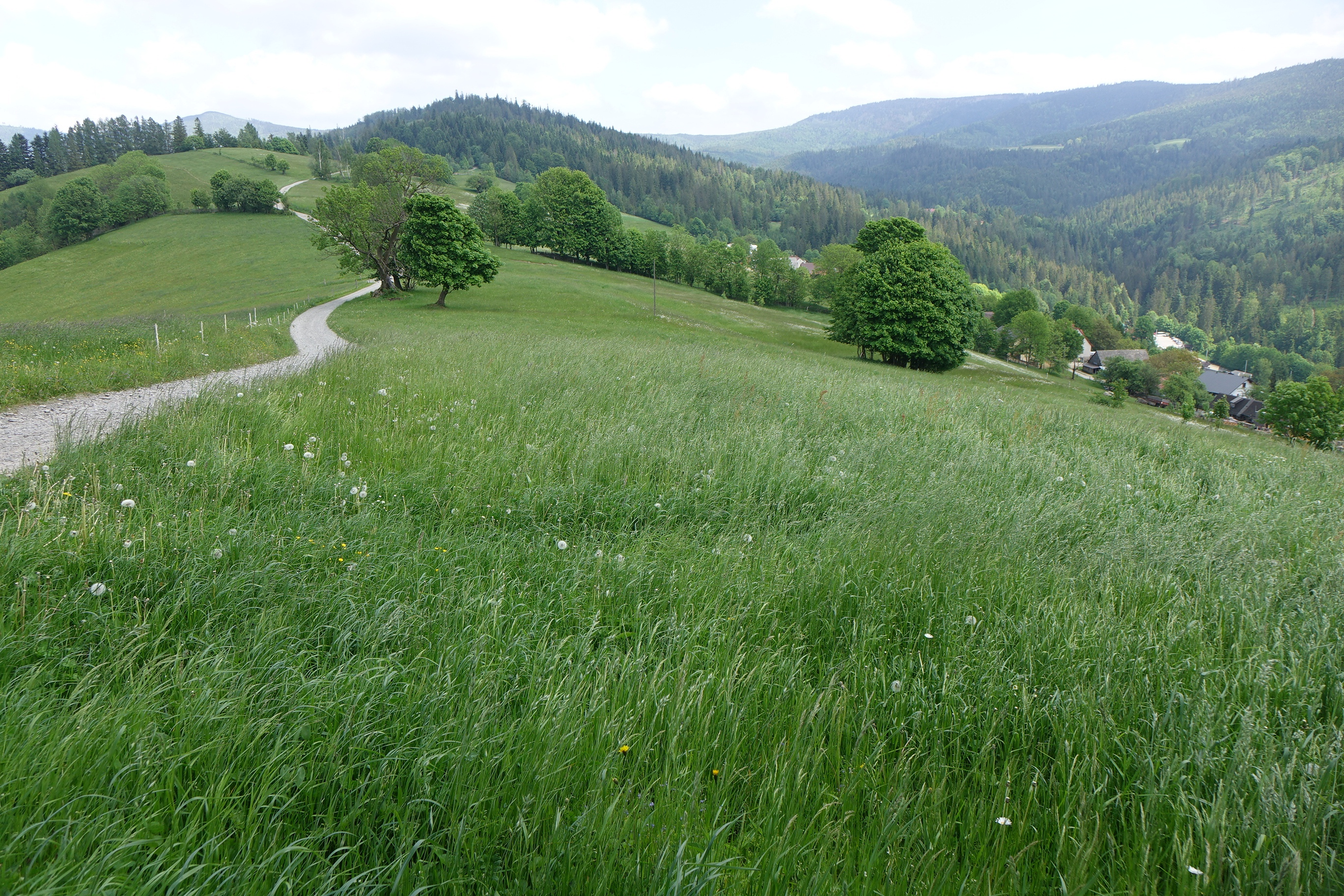